# گلسبریج
گلسبریج (انگلیسی: GlassBridge) شرکت سخت‌افزار آمریکایی است، که در سال ۱۹۹۶ تأسیس شد.